# Pfarrkirche St. Nikolai ob Draßling

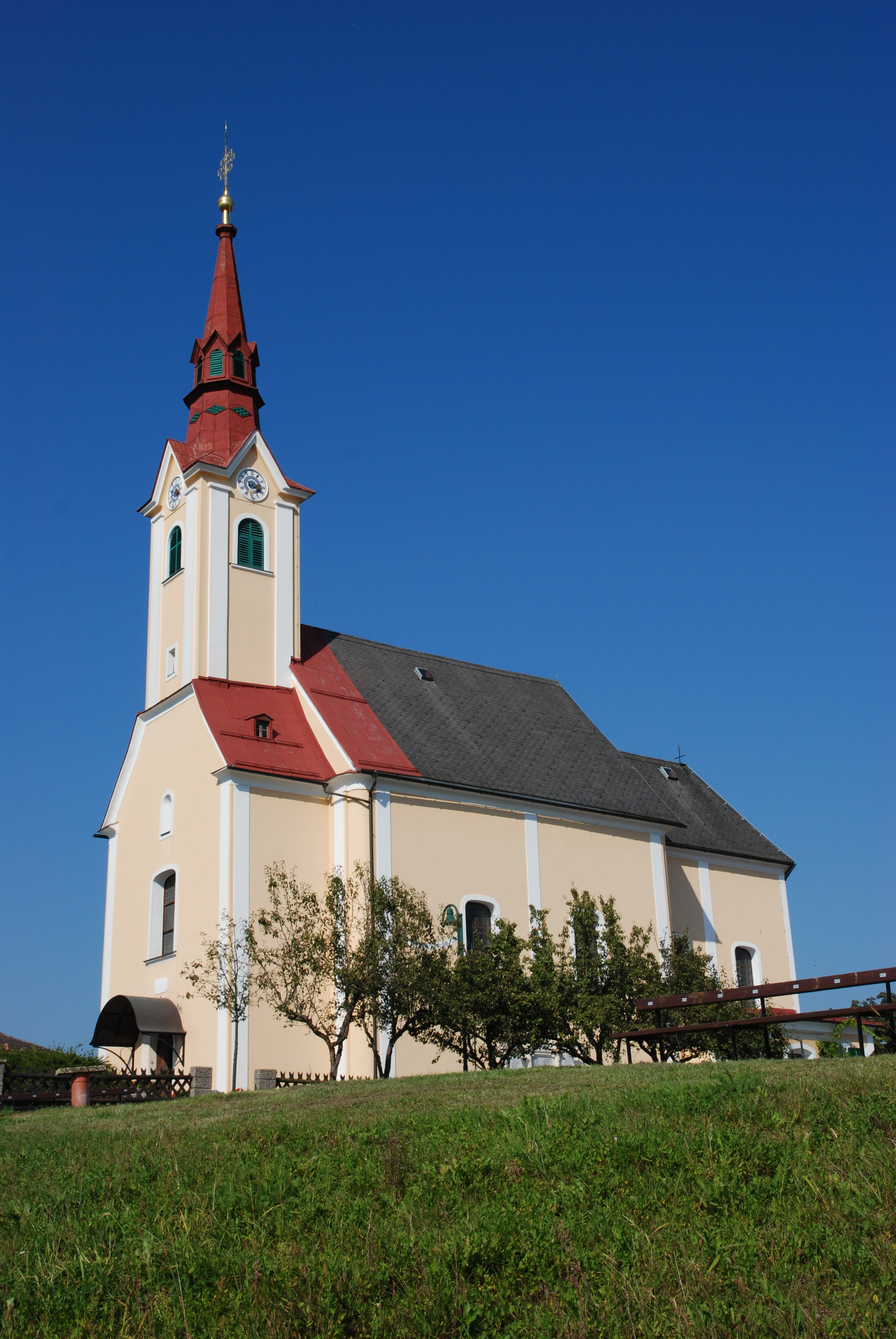
Katholische Pfarrkirche hl. Nikolaus in St. Nikolai ob Draßling

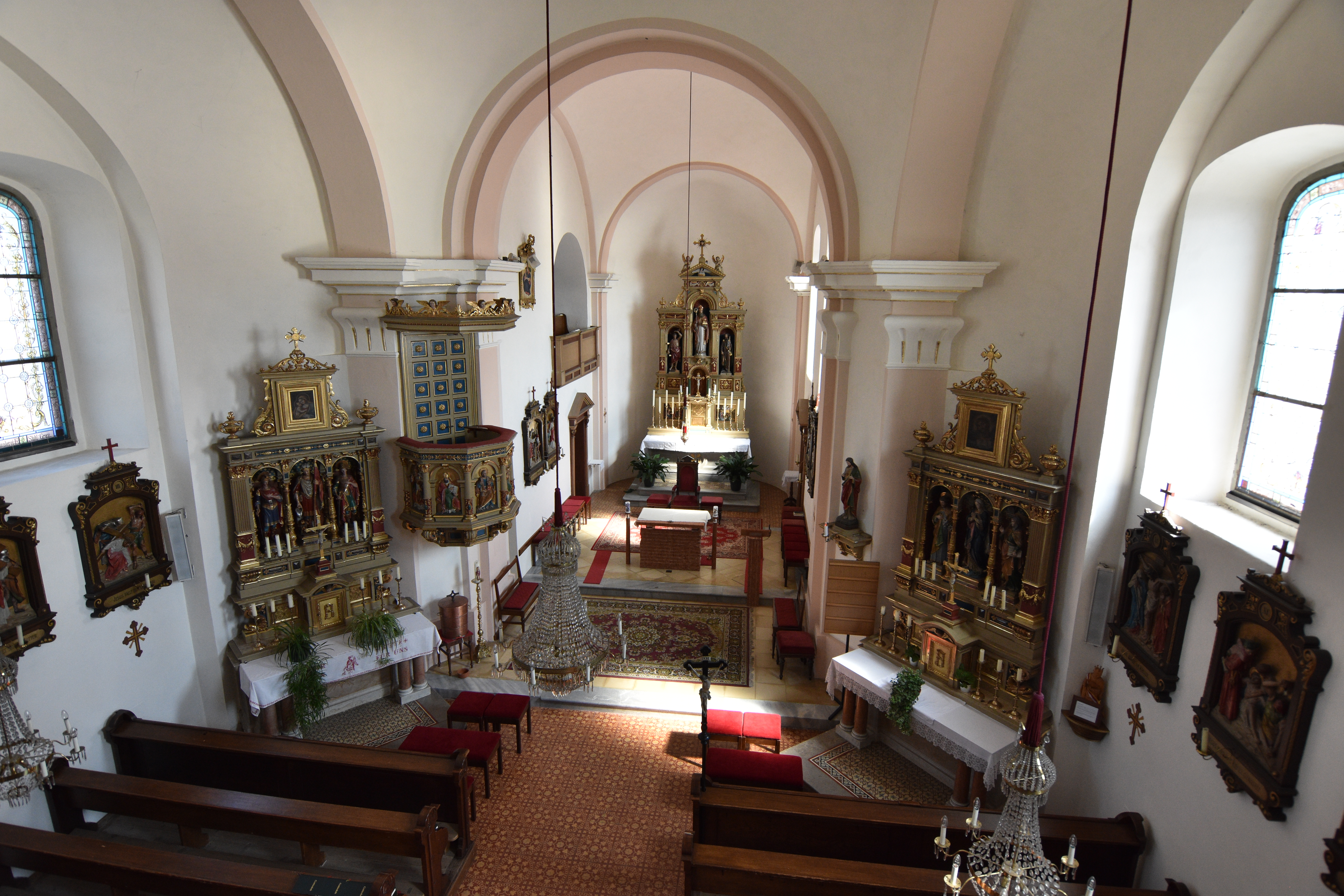
Langhaus, Blick zum Chor

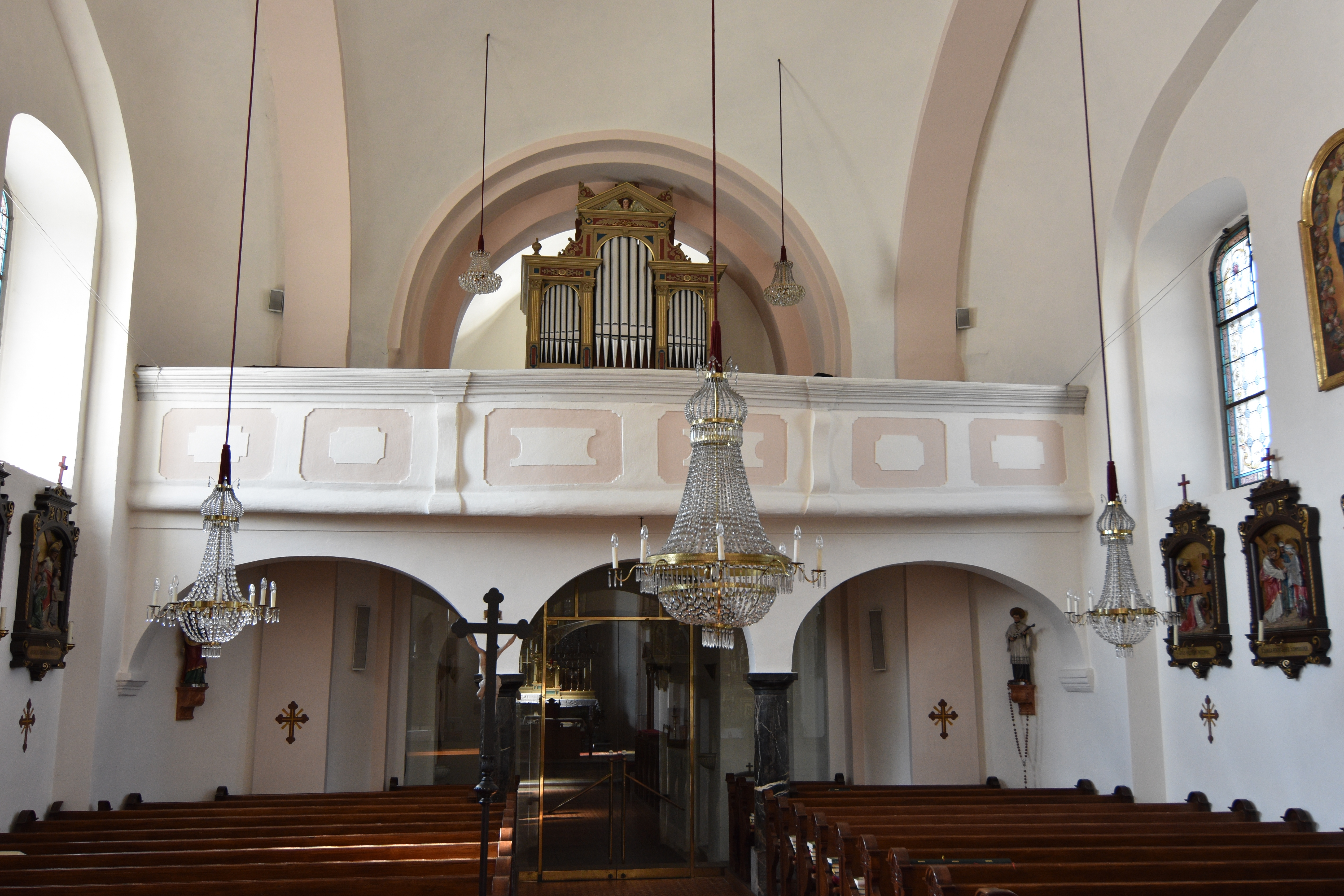
Langhaus, Blick zur Orgelempore

Die römisch-katholische Pfarrkirche St. Nikolai ob Draßling steht in der Ortschaft Sankt Nikolai ob Draßling in der Marktgemeinde Sankt Veit in der Südsteiermark im Bezirk Leibnitz. Die dem Patrozinium des Heiligen Nikolaus von Myra unterstellte Pfarrkirche gehört zur Region Südweststeiermark (Dekanat Leibnitz) in der Diözese Graz-Seckau. Die Kirche steht unter Denkmalschutz (Listeneintrag).

## Geschichte
Urkundlich wurde 1419 eine Kirche genannt. Bei der Restaurierung 1973 wurden romanische Baureste ergraben. Die Kirche wurde 1772 barock verändert.
Die Pfarre wurde 1857 gegründet.

## Architektur
Der Kirchenbau hat ein Langhaus mit abgerundeten Ecken mit Lisenen und einen eingezogenen Chor mit einem Fünfachtelschluss. Die leicht eingezogene Westfronterweiterung trägt einen Turm mit einem Giebelspitzhelm aus 1872. Vom romanischen Kirchenbau ist eine Bruchsteinmauer im Langhaus erhalten, Reste eines Rundbogenfrieses und Bandornamente wurden außen am Chor und an der Sakristei eingemauert.
Das Kircheninnere zeigt ein einjochiges Langhaus unter einer längsgerichteten Flachkuppel und Seitenwände mit je zwei Fenstern. Der Orgelchor auf zwei Säulen hat eine leicht vorgewölbte Brüstung. Der eingezogene Chor ist eine verkleinerte Wiederholung des Langhauses mit einer ausgerundeten Apsis. Die Wände haben spätbarocke Pilaster an den Raumecken.

## Einrichtung
Die Einrichtung entstand im Stil der Neorenaissance. Der Hochaltar von 1874 entstand nach einem Entwurf von August Ortwein und trägt Figuren von Jakob Gschiel.
Die Orgel baute Matthäus Mauracher 1896.

## Grabdenkmäler
Außen
- An der Südseite ist ein Römerstein mit einem Mithras-Kopf zwischen zwei Löwen vermauert.